# Salangichthys microdon
El pez de hielo japonés (Salangichthys microdon) es una especie de pez, la única del género Salangichthys monoespecífico. Su nombre científico procede de su parecido con la salamga, como en Filipinas llaman a una especie de golondrina, y del griego ichthys  (pez),. Es una especie que se captura y comercializa.

## Morfología
Con el cuerpo muy alargado y semitransparente y la cabeza afilada, se ha descrito una longitud máxima de 10 cm Posee de 10 a 13 radios blandos en la aleta dorsal y de 22 a 28 en la aleta anal.

## Distribución y hábitat
Es un pez marino que entra en estuarios y remonta los ríos, de comportamiento demersal y anádromo. Se distribuyen por el noroeste del océano Pacífico, desde el este de Siberia a Japón y Corea.